# Студень (село)
Студень (укр. Студень, до 2016 г. — Крупское) — село на Украине, находится в Малинском районе Житомирской области.
Код КОАТУУ — 1823487603. Население по переписи 2001 года составляет 57 человек. Почтовый индекс — 11600. Телефонный код — 4133. Занимает площадь 0,484 км².

## Адрес местного совета
11600, Житомирская область, Малинский р-н, с. Старые Воробьи